# Relaciones México-San Vicente y las Granadinas
Los Estados Unidos Mexicanos y San Vicente y las Granadinas establecieron relaciones diplomáticas en 1990. Ambas naciones son miembros de la Asociación de Estados del Caribe, Comunidad de Estados Latinoamericanos y Caribeños, Naciones Unidas y la Organización de los Estados Americanos.

## Historia
México y San Vicente y las Granadinas establecieron relaciones diplomáticas el 31 de julio de 1990. Las relaciones entre ambas naciones normalmente han tenido lugar en foros multilaterales. En marzo de 2002, el primer ministro sanvicentino Ralph Gonsalves realizó una visita a México para asistir al Consenso de Monterrey en la ciudad mexicana de Monterrey. En abril de 2005, el primer ministro Gonsalves realizó una visita oficial a México y se reunió con el presidente mexicano Vicente Fox. Durante la visita, los líderes firmaron un acuerdo de cooperación científica y técnica.
En abril de 2008, el primer ministro Gonsalves regresó a México para una visita oficial. Junto con el presidente mexicano Felipe Calderón, ambos líderes mantuvieron una breve entrevista y emitieron un comunicado de prensa en el que se comprometieron a intensificar la relación en el campo de la lucha contra el narcotráfico y el crimen organizado.
En febrero de 2014, el secretario de Relaciones Exteriores de México José Antonio Meade Kuribreña visitó San Vicente y las Granadinas para revisar los daños causados por las fuertes lluvias en diciembre de 2013. Durante su visita, el secretario Meade se reunió y se entrevistó con el primer ministro Ralph Gonsalves y con el ministro de Relaciones Exteriores Camillo Gonsalves. En abril de 2014, México otorgó una donación de US $500,000 dólares que se utilizaron para la reconstrucción de áreas afectadas por las tormentas. En mayo de 2014, el canciller vicentino Camillo Gonsalves viajó a México para asistir a la cumbre México-Comunidad del Caribe, celebrada en Mérida.
En junio de 2017, el canciller sanvicentino Camillo Gonsalves realizó una visita a México para asistir a la 47.ª Asamblea General de la Organización de los Estados Americanos en Cancún. En 2021, el primer ministro Gonsalves y la ministra de Relaciones Exteriores Keisal Peters viajaron a México para asistir a la cumbre de la Comunidad de Estados Latinoamericanos y Caribeños. Ese mismo año, el Gobierno mexicano donó dos ventiladores respiratorios para ayudar en la lucha contra el COVID-19.

## Visitas de alto nivel

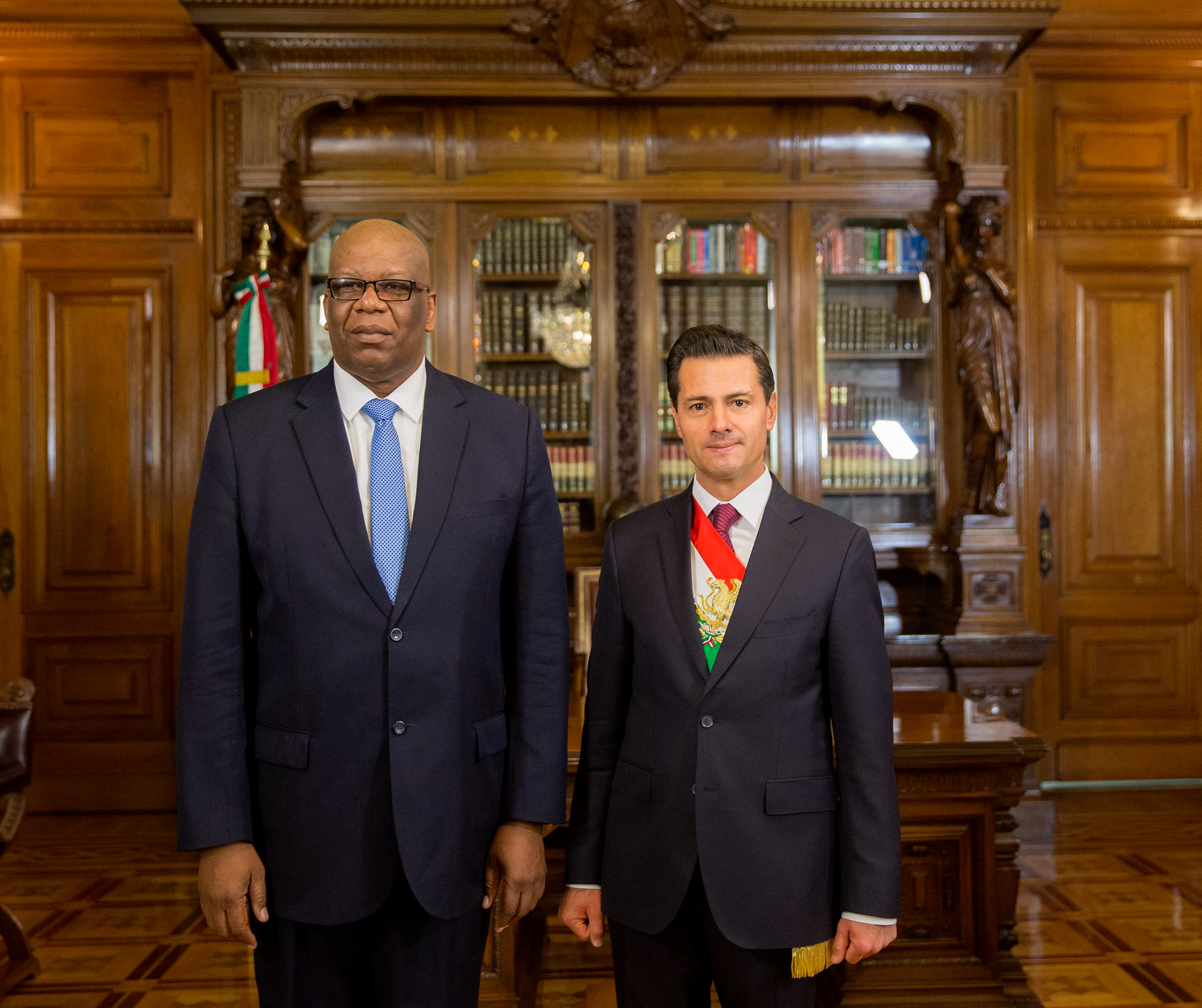
El embajador de San Vicente y las Granadinas no-residente, Ellsworth John, con el presidente mexicano Enrique Peña Nieto en la Ciudad de México; abril de 2017.

Visitas de alto nivel de México a San Vicente y las Granadinas
- Secretario de Relaciones Exteriores José Antonio Meade Kuribreña (2014)

Visitas de alto nivel de San Vicente y las Granadinas a México
- Primer Ministro Ralph Gonsalves (2002, 2005, 2008, 2021)
- Ministro de Relaciones Exteriores Camillo Gonsalves (2014, 2017)
- Ministra de Relaciones Exteriores Keisal Peters (2021)

## Acuerdos bilaterales
Ambas naciones han firmado un Acuerdo de Cooperación Científica y Técnica (2007). Cada año, el gobierno mexicano ofrece becas para ciudadanos de San Vicente y las Granadinas para estudiar estudios de posgrado en instituciones mexicanas de educación superior.

## Comercio
En 2023, el comercio entre México y San Vicente y las Granadinas ascendió a $2.8 millones de dólares. Las principales exportaciones de México a San Vicente y las Granadinas incluyen: construcción y repuestos, monitores y proyectores, lavadoras, estufas, productos químicos, alcohol y petróleo. Las principales exportaciones de San Vicente y las Granadinas a México incluyen: partes y accesorios para vehículos de motor, alambres y cables eléctricos, partes de maquinaria, herramientas y alcohol.

## Misiones diplomáticas
- México está acreditado a San Vicente y las Granadinas a través de su embajada en Castries, Santa Lucía y mantiene un consulado honorario en Kingstown.[9]
- San Vicente y las Granadinas está acreditado a México a través de su embajada en Washington D. C., Estados Unidos.